# Boliviaans voetbalelftal in 1996
Het Boliviaans voetbalelftal speelde in totaal achttien officiële interlands in het jaar 1996, waaronder zes wedstrijden in de kwalificatiereeks voor de WK-eindronde 1998 in Frankrijk. La Verde ("De Groenen") stond korte tijd onder leiding van de Montenegrijnse bondscoach Dušan Drašković, die als snel weer werd afgelost door zijn voorganger, de Spanjaard Antonio López Habas. Op de FIFA-wereldranglijst steeg Bolivia in 1996 van de 56ste (januari 1996) naar de 39ste plaats (december 1996).

## Balans
| Wedstrijden | Wedstrijden | Wedstrijden | Wedstrijden | Doelpunten | Doelpunten | Doelpunten | Punten |
| Gespeeld    | Winst       | Gelijk      | Verlies     | Voor       | Tegen      | Saldo      | Punten |
| ----------- | ----------- | ----------- | ----------- | ---------- | ---------- | ---------- | ------ |
| 18          | 6           | 5           | 7           | 25         | 23         | +2         | 0.944  |

## Interlands
|                                                       |                                    |       |           | |
| 30 januari Vriendschappelijk № 236 «onderlinge duels» | Bolivia                            | 2 – 0 | Slowakije | Estadio Ramón Tahuichi Aguilera, Santa Cruz Toeschouwers: 35.000 Scheidsrechter: Juan Carlos Lugones (BOL) |
| 30 januari Vriendschappelijk № 236 «onderlinge duels» | Rubén Tufiño 10' Roly Paniagua 35' |       |           | Estadio Ramón Tahuichi Aguilera, Santa Cruz Toeschouwers: 35.000 Scheidsrechter: Juan Carlos Lugones (BOL) |

|                                                       |                        |       |                   |                                                                                              |
| 3 februari Vriendschappelijk № 237 «onderlinge duels» | Bolivia                | 1 – 1 | Chili             | Estadio Félix Capriles, Cochabamba Toeschouwers: 24.130 Scheidsrechter: Armando Aliaga (BOL) |
| 3 februari Vriendschappelijk № 237 «onderlinge duels» | Juan Berthy Suárez 31' |       | 49' Javier Margas | Estadio Félix Capriles, Cochabamba Toeschouwers: 24.130 Scheidsrechter: Armando Aliaga (BOL) |

|                                                        |                     |       |                                                                         |                                                                                      |
| 11 februari Vriendschappelijk № 238 «onderlinge duels» | Peru                | 1 – 3 | Bolivia                                                                 | Estadio Nacional, Lima Toeschouwers: 12.000 Scheidsrechter: José Antonio Arana (PER) |
| 11 februari Vriendschappelijk № 238 «onderlinge duels» | Germán Pinillos 71' |       | 26' (pen.) Julio César Baldivieso 53' Roly Paniagua 73' Ramiro Castillo | Estadio Nacional, Lima Toeschouwers: 12.000 Scheidsrechter: José Antonio Arana (PER) |

|                                                        |                                                                                 |       |                            |                                                                                     |
| 14 februari Vriendschappelijk № 239 «onderlinge duels» | Bolivia                                                                         | 4 – 1 | Paraguay                   | Estadio Patria, Sucre Toeschouwers: 8.000 Scheidsrechter: Juan Carlos Lugones (BOL) |
| 14 februari Vriendschappelijk № 239 «onderlinge duels» | Ramiro Castillo 8' Rubén Tufiño 57' Juan Berthy Suárez 62' Marco Etcheverry 85' |       | 55' (pen.) Juan Villamayor | Estadio Patria, Sucre Toeschouwers: 8.000 Scheidsrechter: Juan Carlos Lugones (BOL) |

|                                                    |                                       |       |      |                                                                                                 |
| 7 maart Vriendschappelijk № 240 «onderlinge duels» | Bolivia                               | 2 – 0 | Peru | Estadio Ramón Tahuichi Aguilera, Santa Cruz Toeschouwers: 8.000 Scheidsrechter: Juan Luna (BOL) |
| 7 maart Vriendschappelijk № 240 «onderlinge duels» | Milton Coimbra 46' Milton Coimbra 51' |       |      | Estadio Ramón Tahuichi Aguilera, Santa Cruz Toeschouwers: 8.000 Scheidsrechter: Juan Luna (BOL) |

|                                                     |                                                                                  |       |                   |                                                                                             |
| 28 maart Vriendschappelijk № 241 «onderlinge duels» | Colombia                                                                         | 4 – 1 | Bolivia           | Estadio Atanasio Girardot, Medellín Toeschouwers: 25.500 Scheidsrechter: Felipe Russi (COL) |
| 28 maart Vriendschappelijk № 241 «onderlinge duels» | Adolfo Valencia 11' Alexis Mendoza 32' Faustino Asprilla 37' Adolfo Valencia 38' |       | 10' Óscar Sánchez | Estadio Atanasio Girardot, Medellín Toeschouwers: 25.500 Scheidsrechter: Felipe Russi (COL) |

|                                                             |                                                        |       |                            |                                                                                           |
| 24 april WK-kwalificatie № 242 «onderlinge duels» 21:10 uur | Argentinië                                             | 3 – 1 | Bolivia                    | Estadio Monumental, Buenos Aires Toeschouwers: 49.750 Scheidsrechter: Mario Sánchez (CHI) |
| 24 april WK-kwalificatie № 242 «onderlinge duels» 21:10 uur | Ariel Ortega 8' Ariel Ortega 18' Gabriel Batistuta 49' |       | 42' Julio César Baldivieso | Estadio Monumental, Buenos Aires Toeschouwers: 49.750 Scheidsrechter: Mario Sánchez (CHI) |

|                                                  |                      |       |                       |                                                                                       |
| 5 mei Vriendschappelijk № 243 «onderlinge duels» | El Salvador          | 1 – 1 | Bolivia               | RFK Stadium, Washington Toeschouwers: 4.000 Scheidsrechter: Esfandiar Baharmast (USA) |
| 5 mei Vriendschappelijk № 243 «onderlinge duels» | Guillermo Rivera 30' |       | 4' Juan Berthy Suárez | RFK Stadium, Washington Toeschouwers: 4.000 Scheidsrechter: Esfandiar Baharmast (USA) |

|                                                   |                                     |       |         |                                                                                           |
| 26 mei Vriendschappelijk № 244 «onderlinge duels» | Chili                               | 2 – 0 | Bolivia | Estadio Nacional, Santiago Toeschouwers: 24.307 Scheidsrechter: Luis Héctor Oliveto (ARG) |
| 26 mei Vriendschappelijk № 244 «onderlinge duels» | Marcelo Salas 32' Marcelo Salas 38' |       |         | Estadio Nacional, Santiago Toeschouwers: 24.307 Scheidsrechter: Luis Héctor Oliveto (ARG) |

|                                        |                 |       |         |                                                                           |
| 8 juni US Cup № 245 «onderlinge duels» | Mexico          | 1 – 0 | Bolivia | Cotton Bowl, Dallas Toeschouwers: 14.000 Scheidsrechter: Brian Hall (USA) |
| 8 juni US Cup № 245 «onderlinge duels» | Luis García 80' |       |         | Cotton Bowl, Dallas Toeschouwers: 14.000 Scheidsrechter: Brian Hall (USA) |

|                                         |                  |                                    |         |                                                                               |
| 12 juni US Cup № 246 «onderlinge duels» | Verenigde Staten | 0 – 2                              | Bolivia | RFK Stadium, Washington Toeschouwers: 19.350 Scheidsrechter: Dino Bucci (CAN) |
| 12 juni US Cup № 246 «onderlinge duels» |                  | 2' Jaime Moreno 88' Milton Coimbra |         | RFK Stadium, Washington Toeschouwers: 19.350 Scheidsrechter: Dino Bucci (CAN) |

|                                         |                                                   |       |         |                                                                                                |
| 15 juni US Cup № 247 «onderlinge duels» | Ierland                                           | 3 – 0 | Bolivia | Giants Stadium, East Rutherford Toeschouwers: 14.624 Scheidsrechter: Esfandiar Baharmast (USA) |
| 15 juni US Cup № 247 «onderlinge duels» | Keith O'Neill 12' Keith O'Neill 32' Ian Harte 45' |       |         | Giants Stadium, East Rutherford Toeschouwers: 14.624 Scheidsrechter: Esfandiar Baharmast (USA) |

|                                                           | |       |                                                       |                                                                                             |
| 7 juli WK-kwalificatie № 248 «onderlinge duels» 16:00 uur | Bolivia | 6 – 1 | Venezuela                                             | Estadio Hernándo Siles, La Paz Toeschouwers: 43.822 Scheidsrechter: José Luis da Rosa (URU) |
| 7 juli WK-kwalificatie № 248 «onderlinge duels» 16:00 uur | Marco Sandy 4' Marco Etcheverry 41' (pen.) Julio César Baldivieso 61' Milton Coimbra 67' Juan Berthy Suárez 78' Roly Paniagua 85' |       | 42' Julio César Baldivieso 65' (pen.) Edson Tortolero | Estadio Hernándo Siles, La Paz Toeschouwers: 43.822 Scheidsrechter: José Luis da Rosa (URU) |

|                                                    |                                  |       |         | |
| 26 juli Vriendschappelijk № 249 «onderlinge duels» | Paraguay                         | 2 – 0 | Bolivia | Estadio Defensores del Chaco, Asunción Toeschouwers: 8.000 Scheidsrechter: Epifanio González (PAR) |
| 26 juli Vriendschappelijk № 249 «onderlinge duels» | Celso Ayala 26' José Cardozo 54' |       |         | Estadio Defensores del Chaco, Asunción Toeschouwers: 8.000 Scheidsrechter: Epifanio González (PAR) |

|                                                                |         |       |      |                                                                                           |
| 1 september WK-kwalificatie № 250 «onderlinge duels» 15:00 uur | Bolivia | 0 – 0 | Peru | Estadio Hernándo Siles, La Paz Toeschouwers: 48.304 Scheidsrechter: Oscar Velazquez (PAR) |
| 1 september WK-kwalificatie № 250 «onderlinge duels» 15:00 uur |         |       |      | Estadio Hernándo Siles, La Paz Toeschouwers: 48.304 Scheidsrechter: Oscar Velazquez (PAR) |

|                                                              |                             |       |         |                                                                                           |
| 8 oktober WK-kwalificatie № 251 «onderlinge duels» 20:30 uur | Uruguay                     | 1 – 0 | Bolivia | Estadio Centenario, Montevideo Toeschouwers: 60.000 Scheidsrechter: Paolo Borgosano (VEN) |
| 8 oktober WK-kwalificatie № 251 «onderlinge duels» 20:30 uur | Juan Manuel Peña 64' (e.d.) |       |         | Estadio Centenario, Montevideo Toeschouwers: 60.000 Scheidsrechter: Paolo Borgosano (VEN) |

|                                                                |                                          |       |                                             |                                                                                      |
| 10 november WK-kwalificatie № 252 «onderlinge duels» 15:00 uur | Bolivia                                  | 2 – 2 | Colombia                                    | Estadio Hernándo Siles, La Paz Toeschouwers: 43.173 Scheidsrechter: José Arana (PER) |
| 10 november WK-kwalificatie № 252 «onderlinge duels» 15:00 uur | Marco Antonio Sandy 16' Jaime Moreno 44' |       | 39' (pen.) Mauricio Serna 54' Freddy Rincón | Estadio Hernándo Siles, La Paz Toeschouwers: 43.173 Scheidsrechter: José Arana (PER) |

|                                                                |         |       |          |                                                                                        |
| 15 december WK-kwalificatie № 253 «onderlinge duels» 15:00 uur | Bolivia | 0 – 0 | Paraguay | Estadio Hernándo Siles, La Paz Toeschouwers: 41.076 Scheidsrechter: Jorge Nieves (URU) |
| 15 december WK-kwalificatie № 253 «onderlinge duels» 15:00 uur |         |       |          | Estadio Hernándo Siles, La Paz Toeschouwers: 41.076 Scheidsrechter: Jorge Nieves (URU) |

## FIFA-wereldranglijst
| JAN | FEB | MAR | APR | MEI | JUN | JUL | AUG | SEP | OKT | NOV | DEC |
| --- | --- | --- | --- | --- | --- | --- | --- | --- | --- | --- | --- |
| 56  | 40  |     | 36  | 37  |     | 36  | 35  | 36  | 41  | 41  | 39  |

## Statistieken
| Marco Antonio Barrero  | 1962-01-26 | Oriente Petrolero | 8  | 1 | 0 |    |    |
| Carlos Trucco          | 1957-08-11 | Cruz Azul         | 6  | 0 | 0 | 36 | 0  |
| Mauricio Soria         | 1966-06-01 | Club Bolívar      | 3  | 1 | 0 | 8  | 0  |
| Verdediging            |            |                   |    |   |   |    |    |
| Óscar Sánchez          | 1971-07-16 | The Strongest     | 16 | 0 | 1 | 25 | 3  |
| Miguel Rimba           | 1967-11-01 | Club Bolívar      | 13 | 0 | 0 | 62 | 0  |
| Luis Cristaldo         | 1969-08-31 | Club Bolívar      | 9  | 3 | 0 | 53 | 2  |
| Marco Antonio Sandy    | 1971-08-29 | Club Bolívar      | 9  | 0 | 2 | 48 | 5  |
| Juan Manuel Peña       | 1973-01-17 | Real Valladolid   | 9  | 0 | 0 | 38 | 0  |
| Ángel Paraba           | 1971-08-02 | Oriente Petrolero | 8  | 1 | 0 |    |    |
| Iván Castillo          | 1970-07-11 | Club Bolívar      | 3  | 1 | 0 |    |    |
| Eduardo Jiguchi        | 1970-08-24 | Club Bolívar      | 2  | 0 | 0 | 8  | 0  |
| Fernando Ochoaizpur    | 1971-03-18 | Club Bolívar      | 2  | 0 | 0 | 2  | 0  |
| Marco Herrera          | 1971-08-09 | Real Santa Cruz   | 1  | 0 | 0 |    |    |
| Gustavo Quinteros      | 1965-02-15 | CA San Lorenzo    | 1  | 0 | 0 | 25 | 1  |
| Rafael Salguero        | 1969-02-17 | Club Bolívar      | 1  | 0 | 0 |    |    |
| Juan Carlos Ruíz       | 1968-08-14 | Club Bolívar      | 0  | 1 | 0 | 4  | 0  |
| Middenveld             |            |                   |    |   |   |    |    |
| Ramiro Castillo        | 1966-03-27 | The Strongest     | 15 | 1 | 2 |    |    |
| Julio César Baldivieso | 1971-12-02 | Club Bolívar      | 12 | 0 | 3 | 55 | 5  |
| Freddy Cossio          | 1967-03-01 | Club San José     | 9  | 0 | 0 |    |    |
| Marco Etcheverry       | 1970-09-26 | DC United         | 8  | 2 | 2 | 40 | 9  |
| Rubén Tufiño           | 1970-01-09 | Oriente Petrolero | 8  | 1 | 1 | 10 | 1  |
| Mauricio Ramos         | 1969-09-23 | Guabirá           | 7  | 1 | 0 |    |    |
| Vladimir Soria         | 1964-07-15 | Club Bolívar      | 3  | 2 | 0 |    |    |
| José Milton Melgar     | 1959-09-20 | Real Santa Cruz   | 3  | 1 | 0 | 82 | 6  |
| Sergio Castillo        | 1970-09-26 | Guabirá           | 2  | 1 | 0 |    |    |
| Erwin Sánchez          | 1969-10-19 | Boavista          | 1  | 0 | 0 | 34 | 10 |
| Hebert Arandia         | 1972-11-09 | Club Blooming     | 0  | 2 | 0 |    |    |
| Rodolfo Céspedes       | 1968-10-24 | Guabirá           | 0  | 1 | 0 |    |    |
| Aanval                 |            |                   |    |   |   |    |    |
| Milton Coimbra         | 1975-05-04 | Oriente Petrolero | 8  | 4 | 4 | 12 | 4  |
| Roly Paniagua          | 1966-11-14 | Club San José     | 6  | 5 | 2 | 26 | 4  |
| Juan Berthy Suárez     | 1969-06-24 | DC United         | 5  | 5 | 4 |    |    |
| Jaime Moreno           | 1974-01-19 | DC United         | 5  | 3 | 2 | 34 | 4  |
| Luis Ramallo           | 1963-07-04 | Jorge Wilstermann | 2  | 0 | 0 | 35 | 9  |
| Demetrio Angola        | 1965-06-22 | Jorge Wilstermann | 1  | 2 | 0 | 11 | 2  |
| Álvaro Peña            | 1966-02-11 | Real Santa Cruz   | 1  | 0 | 0 |    |    |
| Róger Suárez           | 1977-04-02 | Oriente Petrolero | 0  | 1 | 0 | 1  | 0  |

FBF · A-internationals · Selecties · Bondscoaches · Statistieken · Boliviaans vrouwenelftal · Olympisch elftal · Bolivia U21 · Bolivia U20 · Bolivia U19 · Bolivia U18 · Bolivia U17
1926–1949 · 
1950–1959 · 
1960–1969 · 
1970–1979 · 
1980–1989 · 
1990–1999 · 
2000–2009 · 
2010–2019 ·
2020−2029
CC 1999
WK 1930 · 
WK 1950 · 
WK 1994
1926 · 
1927 · 
1927 · 1928 · 1929 · 
1930 · 
1931 · 1932 · 1933 · 1934 · 1935 · 1936 · 1937 · 
1938 · 
1939 · 1940 · 1941 · 1942 · 1943 · 1944 · 
1945 · 
1946 · 
1947 · 
1948 · 
1949 · 
1950 · 
1951 · 1952 · 
1953 · 
1954 · 1955 · 1956 · 
1957 · 
1958 · 
1959 · 
1960 · 
1961 · 
1962 · 
1963 · 
1964 · 
1965 · 
1966 · 
1967 · 
1968 · 
1969 · 
1970 · 
1971 · 
1972 · 
1973 · 
1974 · 
1975 · 
1976 · 
1977 · 
1978 · 
1979 · 
1980 · 
1981 · 
1982 · 
1983 · 
1984 · 
1985 · 
1986 · 
1987 · 
1988 · 
1989 · 
1990 · 
1991 · 
1992 · 
1993 · 
1994 · 
1995 · 
1996 · 
1997 · 
1998 · 
1999 · 
2000 · 
2001 · 
2002 · 
2003 · 
2004 · 
2005 · 
2006 · 
2007 · 
2008 · 
2009 · 
2010 ·
2011 · 
2012 · 
2013 · 
2014 · 
2015 · 
2016 ·
2017 ·
2018 ·
2019 ·
2020 ·
2021 ·
2022 ·
2023 ·
2024
Algerije ·
Andorra ·
Argentinië ·
Brazilië ·
Bulgarije · 
Chili ·
Colombia ·
Costa Rica ·
Cuba ·
Curaçao ·
DDR ·
Duitsland ·
Ecuador ·
Egypte ·
El Salvador ·
Finland ·
Frankrijk ·
Griekenland ·
Guatemala ·
Guyana ·
Haïti ·
Honduras ·
Hongarije ·
Ierland ·
IJsland ·
Irak ·
Iran ·
Jamaica ·
Japan ·
Joegoslavië ·
Kameroen ·
Letland ·
Mexico ·
Myanmar ·
Nicaragua ·
Noord-Korea ·
Oezbekistan ·
Panama ·
Paraguay ·
Peru ·
Polen ·
Portugal ·
Roemenië ·
Rusland ·
Saoedi-Arabië ·
Senegal ·
Servië ·
Slowakije ·
Spanje ·
Trinidad en Tobago ·
Tsjecho-Slowakije ·
Uruguay ·
Venezuela ·
Verenigde Arabische Emiraten ·
Verenigde Staten ·
Zuid-Afrika ·
Zuid-Korea ·
Zwitserland